# ポール・ブレイ
ポール・ブレイ（Paul Bley、1932年11月10日 - 2016年1月3日）は、カナダのピアニスト。1960年代のフリー・ジャズ・ムーブメントに貢献したことで知られる。トリオでの演奏の革新性と影響力の大きさでも有名である。

## 経歴
カナダ、モントリオールに生まれる。ブレイの両親は、ルーマニアからのユダヤ人移民であった母ベティ・マーコヴィッチと、刺繍工場を所有していた父ジョー・ブレイである。 ブレイは長期にわたりアメリカ合衆国に居住していた。彼の音楽はメロディが流れていくように聞こえる「和声付け」と「余白」の両方を強く感じさせる、特徴的なものである。
1950年代に、モントリオールでジャズの研究会を主宰するようになり、そこで、チャーリー・パーカーと一緒に演奏したり録音したりしている。当時、他の共演者の中に、レスター・ヤングとベン・ウェブスターがいた。
1953年、チャールズ・ミンガスが、自身が立ち上げたデビュー・レコードからのアルバム『イントロデューシング・ポール・ブレイ』をアート・ブレイキーと共に制作した。1960年にもブレイは、チャールズ・ミンガス・グループと共演し録音を残している。
1958年、ブレイは、ドン・チェリー、オーネット・コールマン、チャーリー・ヘイデン、ビリー・ヒギンズらを従えて、カリフォルニア州のヒルクレスト・クラブに出演した。
1960年代初頭、ブレイはジミー・ジュフリー・スリーのメンバーを務めた。このバンドはクラリネット、ピアノ、ベースのトリオ編成で、クラリネットをジミー・ジュフリーが、ベースをスティーヴ・スワロウが担当していた。このトリオの音楽は静かで控えめな表現をするものだったため、時にその革新性が見逃されることがあった。ブレイの前妻であるカーラ・ブレイの作曲した曲もレパートリーにはしていたが、このトリオの音楽は、メンバー相互の強い共感に基づいた上でのフリーな即興演奏を志向することになった。
同じ頃、ブレイはソニー・ロリンズとツアーに出て、録音もこなしていた。ソニー・ロリンズとの活動は、RCAヴィクターのアルバムでコールマン・ホーキンスが共演した『ソニー・ミーツ・ホーク』で頂点に達していた。
1964年には、ブレイは、「ジャズ・コンポーザーズ・ギルド」の結成に際して鍵となる人物となっていた。このギルド（組合）は、ニューヨークの多くのフリー・ジャズのミュージシャンの共演を援助する働きをする組織であった。ミュージシャンの中には、ラズウェル・ラッド、セシル・テイラー、アーチー・シェップ、ブレイの前妻であるカーラ・ブレイ、マイケル・マントラー、サン・ラといった人達がいた。組合は週ごとのコンサートの予定を計画・編成し、1964年の「ジャズ十月革命」のための会議を創設した。
ブレイは、長い間、普通には得られない音を使って自分の音の引き出しを広げたいと考えてきたので（例えば、直接ピアノの弦を触って演奏するなど）、1960年代末頃から出てきた新しい電子楽器にブレイが興味を持ったのは当然のことだった。ブレイは、モーグ・シンセサイザーを使用した演奏の草分けとなり、実際にこのシンセサイザーを使用して観客の前で初めてライヴ演奏を行ったミュージシャンとなったのである。1969年12月26日、ニューヨーク市のエイヴリー・フィッシャー・ホールでのことである。
こうした結果が「ブレイ＝ピーコック・シンセサイザー・ショー」につながることになる。このグループを経て、ブレイはソングライターのアネット・ピーコックと一緒に活動し、アルバム『デュアル・ユニティ』とアルバム『シンセサイザー・インプロヴィゼイション』の2作を発売することになる。その中での演奏では、電気ピアノとシンセサイザーでメロディを演奏して、アネット・ピーコックが、すばらしいがしかしあたかも調性の実験をするかのような歌い方で、マエストロのリング・モジュレイターの音の中を歌うのを手助けしている。後者のアルバムはフランスにて発売され、オランダのフリー・ジャズ・ドラマーであるハン・ベニンクがパーカッションで参加している。
その後、ブレイはピアノの演奏に立ち戻っている。
1970年代には、ブレイは、ビデオ・カメラマンのキャロル・ゴスと組んで、重要なマルチ・メディア事業であるインプロヴァイジング・アーティスツを立ち上げる。その内容とは、LPレコードやビデオ作品を発売するというもので、サン・ラや、その他のフリー・ジャズの作品が発表された。作品が発表されたミュージシャンは、ジミー・ジュフリー、リー・コニッツ、ゲイリー・ピーコック、レスター・ボウイ、ジョン・ギルモア、ジャコ・パストリアス、パット・メセニー、スティーヴ・レイシー、などである。
ブレイとゴスは『ビルボード・マガジン』の特集記事の中で、「ジャズ・ミュージシャンとビデオ・アーティストがスタジオ録音やライブ演奏で共同作業をした結果、最初の音楽ビデオを完成させた」と記されている。
ブレイは、1981年のドキュメンタリー・フィルム『イマジン・ザ・サウンド』で取り上げられ、彼は自分の音楽を演奏し、また自分の音楽の変遷について語っている。
1990年代に入ると、ブレイは、ニュー・イングランド・コンサーヴァトリー・オブ・ミュージックに加わる。 しかし、今はもうそこでは教えてはいない。 藤井郷子やイツハク・イエディッドといったミュージシャン達がブレイと一緒にNECMで学んでいる。
ブレイは、引き続き世界中をツアーして回っており、また、録音も大量に行っている。これまでに発表したCDはすでに100枚以上となっている。1999年には、彼の自叙伝である『ストッピング・タイム：ポール・ブレイとジャズの変容』が出版された。2003年には『時間は語る：ポール・ブレイとの会話』が出版された。2004年には、『ポール・ブレイ：偶然の論理』がイタリア語で出版された。2008年にはカナダ勲章の「メンバー」を受賞した。
2016年1月3日、アメリカ・フロリダ州の自宅にて死去。

## ディスコグラフィ

### リーダー・アルバム
- 『イントロデューシング・ポール・ブレイ』 - Introducing Paul Bley (1953年、Debut) ※with チャールズ・ミンガス、アート・ブレイキー
- 『トプシー』 - Paul Bley (1954年、EmArcy)
- 『ソレム・メディテイション』 - Solemn Meditation (1958年、GNP) ※ポール・ブレイ・クァルテット名義
- 『フットルース』 - Footloose! (1963年、Savoy)
- 『バラージ』 - Barrage (1964年、ESP-Disk) ※ポール・ブレイ・クインテット名義
- 『タッチング』 - Touching (1965年、Fontana) ※ポール・ブレイ・トリオ名義
- 『クローサー』 - Closer (1965年、ESP-Disk) ※ポール・ブレイ・トリオ名義
- 『ランブリン』 - Ramblin' (1966年、BYG Actuel)
- 『ブラッド』 - Blood (1966年、Fontana) ※ポール・ブレイ・トリオ名義
- 『イン・ハーレム』 - In Haarlem – Blood (1966年、Polydor)
- 『ミスター・ジョイ』 - Mr. Joy (1968年、Limeligh)
- Revenge: The Bigger the Love the Greater the Hate (1969年、Polydor) ※※Bley-Peacock Synthesizer Show名義
- 『ポール・ブレイ・ウィズ・ゲイリー・ピーコック』 - Paul Bley with Gary Peacock (1970年、ECM) ※1963年-1968年録音。with ゲイリー・ピーコック
- 『ポール・ブレイ・シンセサイザー・ショウ』 - The Paul Bley Synthesizer Show (1970年、Milestone)
- 『バラッズ』 - Ballads (1971年、ECM) ※1967年録音
- 『シンセサイザー・インプロヴィゼイション』 - Improvisie (1971年、America) ※with アネット・ピーコック、ハン・ベニンク
- 『デュアル・ユニティ』 - Dual Unity (1971年、Freedom) ※with アネット・ピーコック
- 『ポール・ブレイ・クインテット・フューチュアリング・オーネット・コールマン＝ドン・チェリー』 - The Fabulous Paul Bley Quintet (1971年、America) ※1958年録音。with オーネット・コールマン、ドン・チェリー、チャーリー・ヘイデン、ビリー・ヒギンズ
- 『オープン、トゥ・ラヴ』 - Open, to Love (1972年、ECM) ※ソロ・ピアノ
- 『ポール・ブレイ&スコルピオ』 - Paul Bley & Scorpio (1972年、Milestone) ※with デイヴ・ホランド、バリー・アルトシュル
- 『ポール・ブレイ/NHφP』 - Paul Bley/NHØP (1973年、SteepleChase) ※with ニールス＝ヘニング・エルステッド・ペデルセン。旧邦題『デュオ』
- 『ジャコ』 - Jaco (1974年、Improvising Artists) ※with ジャコ・パストリアス、パット・メセニー、ブルース・ディトマス
- 『アローン、アゲイン』 - Alone, Again (1974年、Improvising Artists) ※ソロ・ピアノ
- 『クァイアット・ソング』 - Quiet Song (1974年、Improvising Artists) ※with ジミー・ジュフリー、ビル・コナーズ
- 『ターニング・ポイント』 - Turning Point (1975年、Improvising Artists) ※1964年-1968年録音。with ジョン・ギルモア、ゲイリー・ピーコック、ポール・モチアン
- 『ジャパン・スイート:日本組曲』 - Japan Suite (1976年、Improvising Artists) ※with ゲイリー・ピーコック、バリー・アルトシュル
- 『ヴァーチュオーシ』 - Virtuosi (1976年、Improvising Artists) ※1967年録音。with ゲイリー・ピーコック、バリー・アルトシュル
- Coleman Classics Volume 1 (1977年、Improvising Artists) ※1958年録音。with オーネット・コールマン、ドン・チェリー、チャーリー・ヘイデン、ビリー・ヒギンズ
- 『ピラミッド』 - Pyramid (1977年、Improvising Artists) ※with リー・コニッツ、ビル・コナーズ
- 『アクシス』 - Axis (1977年、Improvising Artists) ※ソロ・ピアノ
- 『ティアーズ』 - Tears (1983年、Owl) ※ソロ・ピアノ
- Tango Palace (1983年、Soul Note) ※ソロ・ピアノ
- Sonor (1983年、Soul Note)
- 『クエッションズ』 - Questions (1985年、SteepleChase) ※ポール・ブレイ・トリオ名義
- 『ダイアン』 - Diane (1985年、SteepleChase) ※with チェット・ベイカー
- 『ホット』 - Hot (1985年、Soul Note) ※ザ・ポール・ブレイ・グループ名義
- 『マイ・スタンダード』 - My Standard (1985年、SteepleChase) ※ポール・ブレイ・トリオ名義
- 『フラグメンツ』 - Fragments (1986年、ECM)
- 『ライヴ』 - Paul Bley & Jesper Lundgaard Live (1986年、SteepleChase) ※with イェスパー・ルンゴー
- 『ライヴ・アゲイン』 - Paul Bley & Jesper Lundgaard Live Again (1986年、SteepleChase) ※with イェスパー・ルンゴー
- Indian Summer (1987年、SteepleChase) ※with ロン・マクルーア、バリー・アルトシュル
- Notes (1987年、Soul Note) ※with ポール・モチアン
- 『ザ・ポール・ブレイ・クァルテット』 - The Paul Bley Quartet (1987年、ECM) ※with ジョン・サーマン、ビル・フリゼール、ポール・モチアン
- Solo (1987年、Justin Time) ※ソロ・ピアノ
- Live at Sweet Basil (1988年、Soul Note) ※ザ・ポール・ブレイ・グループ名義
- Solo Piano (1988年、SteepleChase) ※ソロ・ピアノ
- The Nearness of You (1988年、SteepleChase) ※ポール・ブレイ・トリオ名義
- Blues for Red (1989年、Red) ※ソロ・ピアノ
- Rejoicing (1989年、SteepleChase) ※with マイケル・ウルバニアク、ロン・マクルーア、バリー・アルトシュル
- 『ザ・ライフ・オブ・ア・トリオ:サタデイ』 - The Life of a Trio: Saturday (1989年、Owl) ※with ジミー・ジュフリー、スティーヴ・スワロウ
- 『ザ・ライフ・オブ・ア・トリオ:サンデイ』 - The Life of a Trio: Sunday (1989年、Owl) ※with ジミー・ジュフリー、スティーヴ・スワロウ
- 『パートナーズ』 - Partners (1989年、Owl) ※with ゲイリー・ピーコック
- BeBopBeBopBeBopBeBop (1989年、SteepleChase) ※ポール・ブレイ・トリオ名義
- Memoirs (1990年、Soul Note) ※with チャーリー・ヘイデン、ポール・モチアン
- 『ライト・タイム・ライト・プレイス』 - Right Time, Right Place (1990年、GNP Crescendo) ※with ゲイリー・バートン
- A Musing (1991年、Justin Time) ※with ジョン・ヴァランタイン
- Changing Hands (1991年、Justin Time) ※ソロ・ピアノ
- Lyrics (1991年、Splasc(H)) ※with Tiziana Ghiglioni
- In the Evenings Out There (1991年、ECM) ※with ジョン・サーマン、ゲイリー・ピーコック、トニー・オクスレイ
- 『プレイズ・カーラ・ブレイ』 - Paul Plays Carla (1991年、SteepleChase) ※ポール・ブレイ・トリオ名義
- 『マインドセット』 - Mindset (1992年、Soul Note) ※with ゲイリー・ピーコック。旧邦題『ソロ・ピアノ〜キャラヴァン組曲』
- Annette (1992年、Hat Hut) ※with フランツ・コグルマン、ゲイリー・ピーコック
- Caravan Suite (1992年、SteepleChase) ※ソロ・ピアノ
- 『オマージュ・トゥ・カーラ』 - Homage to Carla (1992年、Owl) ※ソロ・ピアノ
- Paul Bley at Copenhagen Jazz House (1992年、SteepleChase) ※ソロ・ピアノ
- 『ワン・イヤー・アフター』 - One Year After (1992年、Gala)
- 『禅パレスの思い出』 - Zen Palace (1993年、Transheart) ※ポール・ブレイ・トリオ名義
- 『ハンズ・オン』 - Hands On (1993年、Transheart) ※ソロ・ピアノ
- 『言い訳しないで』 - If We May (1993年、SteepleChase) ※with Jay Anderson, Adam Nussbaum
- Sweet Time (1993年、Justin Time) ※ソロ・ピアノ
- 『ダブル・タイム』 - Double Time (1993年、Justin Time) ※with ジェーン・バネット
- Know Time (1993年、Justin Time)
- 『シンス・セシス』 - Synth Thesis (1993年、Postcards) ※ソロ・ピアノ&シンセサイザー
- 『タイム・ウィル・テル』 - Time Will Tell (1994年、ECM) ※with エヴァン・パーカー、バール・フィリップス
- 『モダン・チャント〜グレゴリオ聖歌の霊感』 - Modern Chant (1994年、Venus) ※ポール・ブレイ・トリオ名義
- Outside In (1994年、Justin Time) ※with ソニー・グリーンウィッチ
- 『エメラルド・ブルー』 - Emerald Blue (1994年、Venus) ※ポール・ブレイ・トリオ名義
- Speachless (1994年、SteepleChase) ※ポール・ブレイ・カルテット名義
- Reality Check (1994年、SteepleChase)
- 12 (+6) In a Row (1995年、Hat Hut) ※1990年録音
- Out of Nowhere (1997年、SteepleChase) ※with リー・コニッツ
- 『プレイズ・オーネット・コールマン』 - Notes on Ornette (1997年、SteepleChase)
- Chaos (1998年、Soul Note) ※1994年録音。with フリオ・ディ・キャストリ、トニー・オクスレイ
- 『ノット・トゥー、ノット・ワン』 - Not Two, Not One (1998年、ECM) ※ポール・ブレイ・トリオ名義
- 『エコー』 - Echo (1999年、SME) ※with 富樫雅彦
- 『サンクト・ジェロルド』 - Sankt Gerold (2000年、ECM) ※1996年録音。with エヴァン・パーカー、バール・フィリップス
- Basics (2000年、Justin Time) ※ソロ・ピアノ
- Nothing to Declare (2003年、Justin Time) ※ソロ・ピアノ
- 『ソロ・イン・モントゼー』 - Solo in Mondsee (2007年、ECM) ※2001年録音。ソロ・ピアノ
- About Time (2007年、Justin Time) ※ソロ・ピアノ
- Play Blue: Oslo Concert (2014年、ECM) ※2008年録音。ソロ・ピアノ
- 『ホエン・ウィル・ザ・ブルース・リーヴ』 - When Will The Blues Leave (2019年、ECM) ※1999年録音。with ゲイリー・ピーコック、ポール・モチアン

### 参加アルバム
ヤコブ・ブロー
- Bro/Knak (2011年)[9]

マリオン・ブラウン
- 『スウィート・アース・フライング』 - Sweet Earth Flying (1974年、Impulse!)

ドン・エリス
- 『エッセンス』 - Essence (1962年、Pacific Jazz)
- 『アウト・オブ・ノーウェア』 - Out of Nowhere (1988年、Candid) ※1961年録音

藤井郷子
- 『サムシング・アバウト・ウォーター』 - Something About Water (1996年)

ジミー・ジュフリー & スティーヴ・スワロウ
- 『ヒュージョン』 - Fusion (1961年、Verve) ※The Jimmy Giuffre 3名義
- 『強韻 - モダンの究極』 - Thesis (1961年、Verve) ※The Jimmy Giuffre 3名義
- Free Fall (1962年、Columbia)
- Jimmy Giuffre Trio Live in Europe 1961 (1984年、Raretone) ※1961年録音
- Emphasis, Stuttgart 1961 (1993年、hatART) ※1961年録音
- Flight, Bremen 1961 (1993年、hatART) ※1961年録音
- Fly Away Little Bird (1992年、Owl)
- Conversations with a Goose (1996年、Soul Note) ※1993年録音

チャーリー・ヘイデン
- 『ライヴ・アット・モントリオール2』 - The Montreal Tapes: with Paul Bley and Paul Motian (1989年、Verve)

リー・コニッツ
- 『ラプソディー』 - Rhapsody (1993年、Paddle Wheel)

チャーリー・パーカー
- Montreal 1953 (1993年、Uptown)

マリオ・パヴォーン
- Trio Arc (2008年、Playscape)

ソニー・ロリンズ
- 『ソニー・ミーツ・ホーク』 - Sonny Meets Hawk! (1963年、RCA Victor)
- 『トゥゲザー・アット・ニューポート 1963』 - Together At Newport 1963 (2015年、Jazz On Jazz) ※1963年録音。with コールマン・ホーキンス

ジョン・サーマン
- 『アドヴェンチャー・プレイグラウンド』 - Adventure Playground (1991年、ECM)

アンドレアス・ウィラーズ
- In the North (2001年、Between the Lines)